# یادداشت بر زمین
یادداشت بر زمین فیلمی به کارگردانی، فیلمبرداری، تدوین و نویسندگی علی‌محمد قاسمی ساختهٔ سال ۱۳۸۴ است.

## بازیگران
- آسیه بخشی زاد
- حسین مسلمی
- شیرین قاسمی[۱]

## داستان
زنی کودکی مرده می‌زاید. شوهرش حاضر نیست خود را ببخشد و از خدا می‌خواهد دلیلی برای این فاجعه نشان دهد. روزی مردم دهکده را می‌بیند که سخت مشغول زیاده نوشی هستند و بدین ترتیب به خود می‌قبولاند که خدا فرزندش را گرفته تا از این جهان پر از هرزگی رهایش کرده باشد. از این روست که رسالتی بر عهده خود می‌بیند؛ کشتن تمام کودکان دهکده برای نجات آنان از جنگ پوچی جهان.خلاصه داستان فیلم

## توقیف
این فیلم ده سال است که به دلیل دید خاص به معنویت در محاق توقیف است و تنها چند اکران خصوصی داشته. کارگردان فیلم تصمیم دارد که آن را در گروه نسبتاً تازه تأسیس هنر و تحربه اکران کند